# Dildo (Newfoundland och Labrador)
Dildo är en småstad i provinsen Newfoundland och Labrador i Kanada. Den ligger på sydöstra stranden av Dildo Arm invid Trinity Bay på ön Newfoundland. Det fanns 1 198 invånare vid folkräkningen 2011.
Staden har en historia som sträcker sig till 1700-talet då staden anlades för att ta till vara naturtillgångar i form av säl och val. Under senare delen av 1900-talet har staden haft god tillväxt inom turismen och flera möjligheter till övernattning finns.

## Etymologi
Stadens något ovanliga namn har gett den en hel del uppmärksamhet på samma sätt som Fucking i Österrike, Anus i Frankrike, Effin i Irland, Twatt i Skottland, Intercourse i  Pennsylvania, USA, Penistone i Storbritannien, Wankum i Tyskland och Fittja i Sverige.
Orten Dildo är dokumenterad åtminstone tillbaka till 1711, men ursprunget är okänt, precis som bakgrunden till ordet dildo; det har bland annat använts om den fallosliknande fästpinnen till årklykan på en traditionell roddbåt kallad dory. Under 1500- och 1600-talet användes ordet för cylindriska objekt, dildo glass (provrör), för fallosliknande sexleksaker, men också som förolämpning – och som refräng i ballader. Det finns vidare kaktus av släktet "Cereus", som kallas dildoträdet.
Namnet användes först om Dildo Island, ön utanför staden Dildos kust och stavades på den tiden "Dildoe". Namnet är dokumenterat 1711 och 1775. Namnet användes därefter om Dildo Arm, havsviken utanför staden. James Cook och hans assistent Michael Lane kartlade Newfoundland på 1760-talet. Deras skämtlynne gjorde sig gällande vid namngivningarna, men om så var fallet här, är inte känt.
Under 1900-talet drevs flera kampanjer för att ändra namnet, men utan framgång och staden har sålunda kvar sitt namn.

## Demografi
Den kanadensiska folkräkningen 2011 innehåller följande uppgifter om Dildo.
- Befolkning 2011 – 1 198
- Befolkning 2006 – 1 154
- Förändring 2006 – 2011 +3,8 procent
- Befolkningstäthet: 147,6
- Yta 8,12 km2

## Bilder

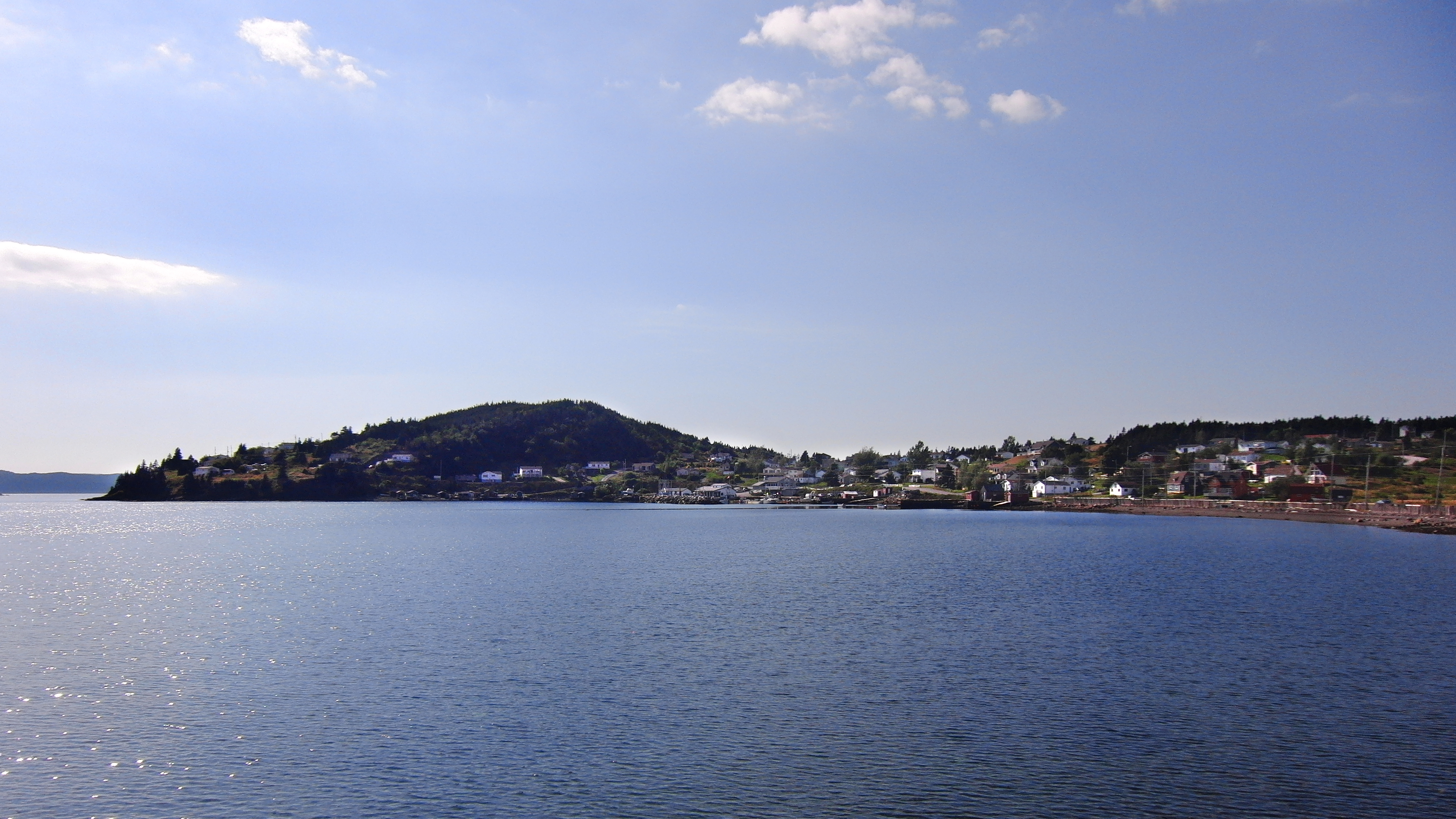
Vy från havet
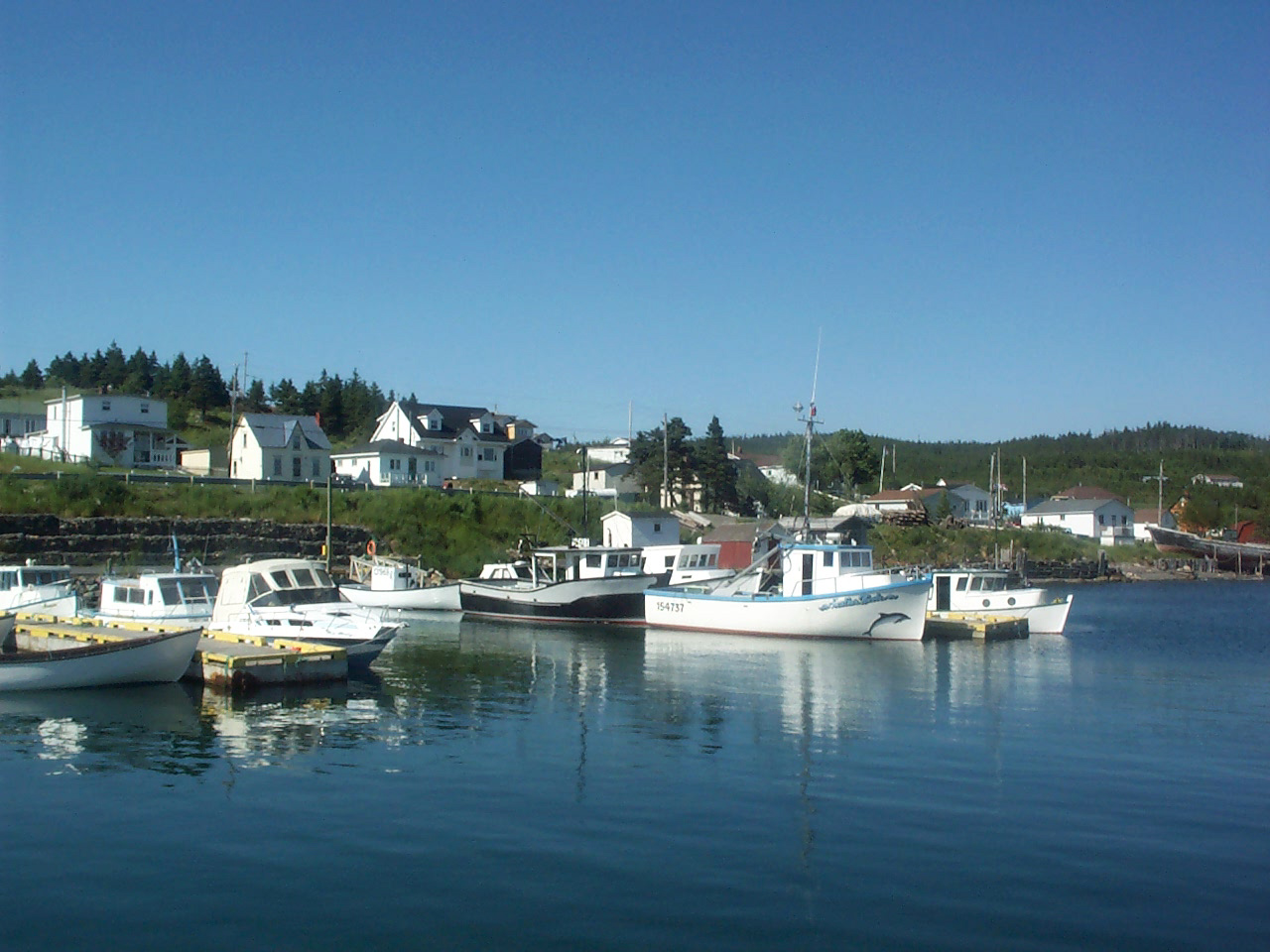
Båtar i hamnen
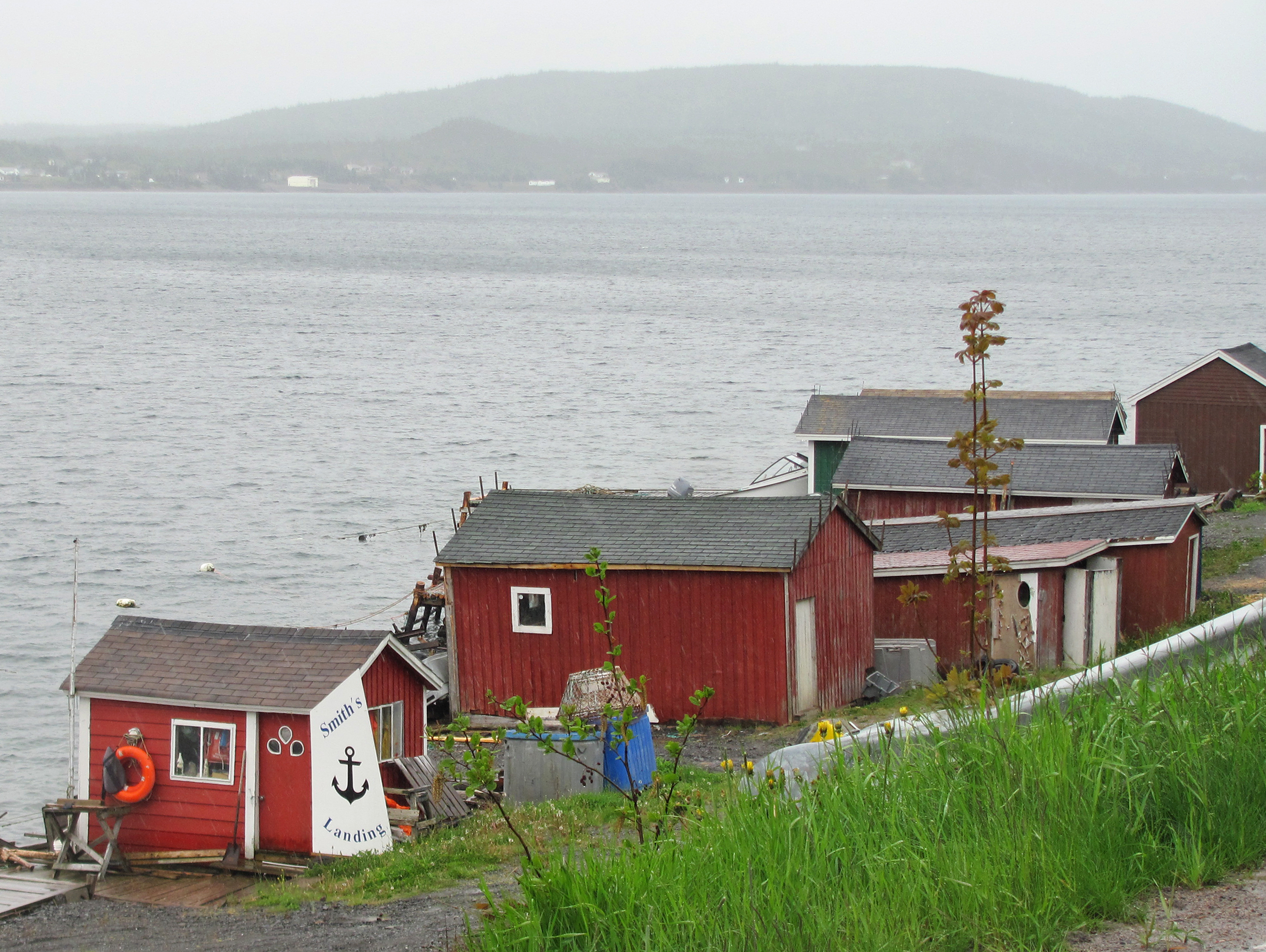
Båthus
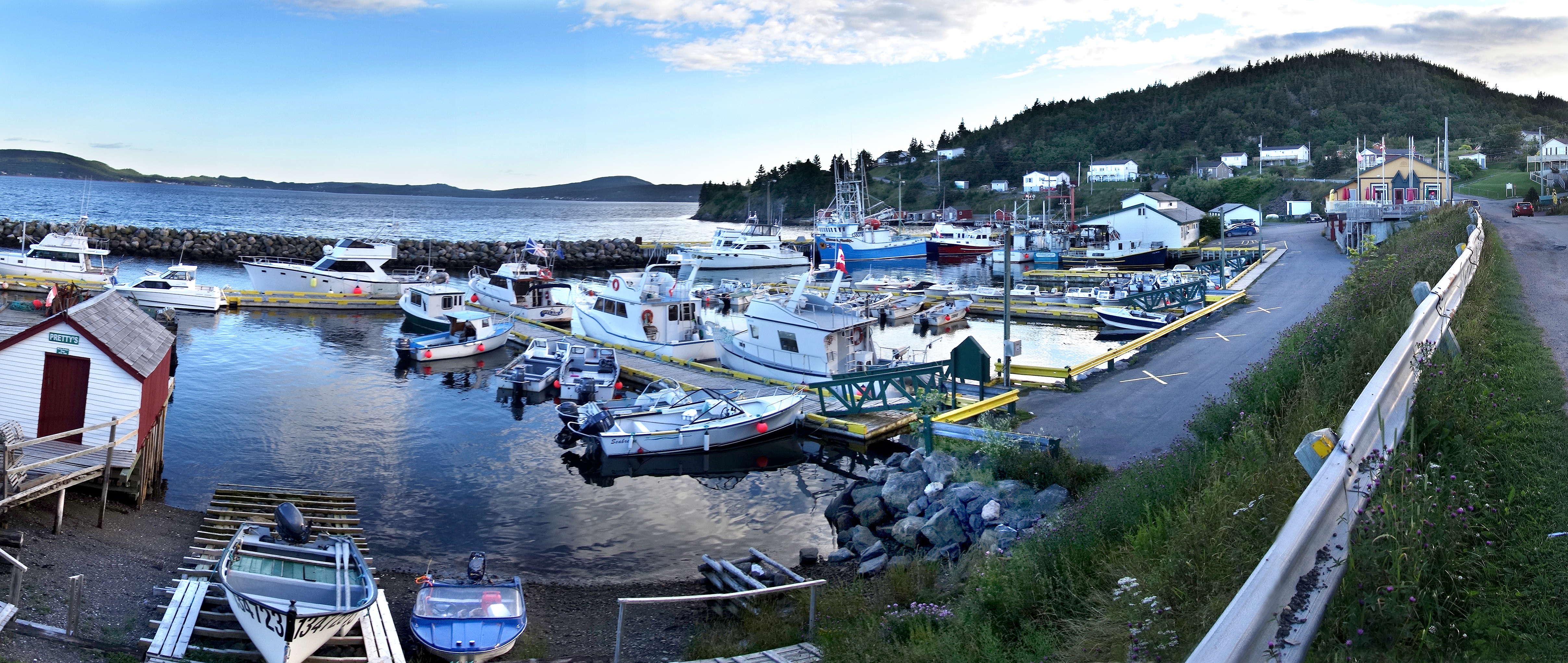
Dildos hamn
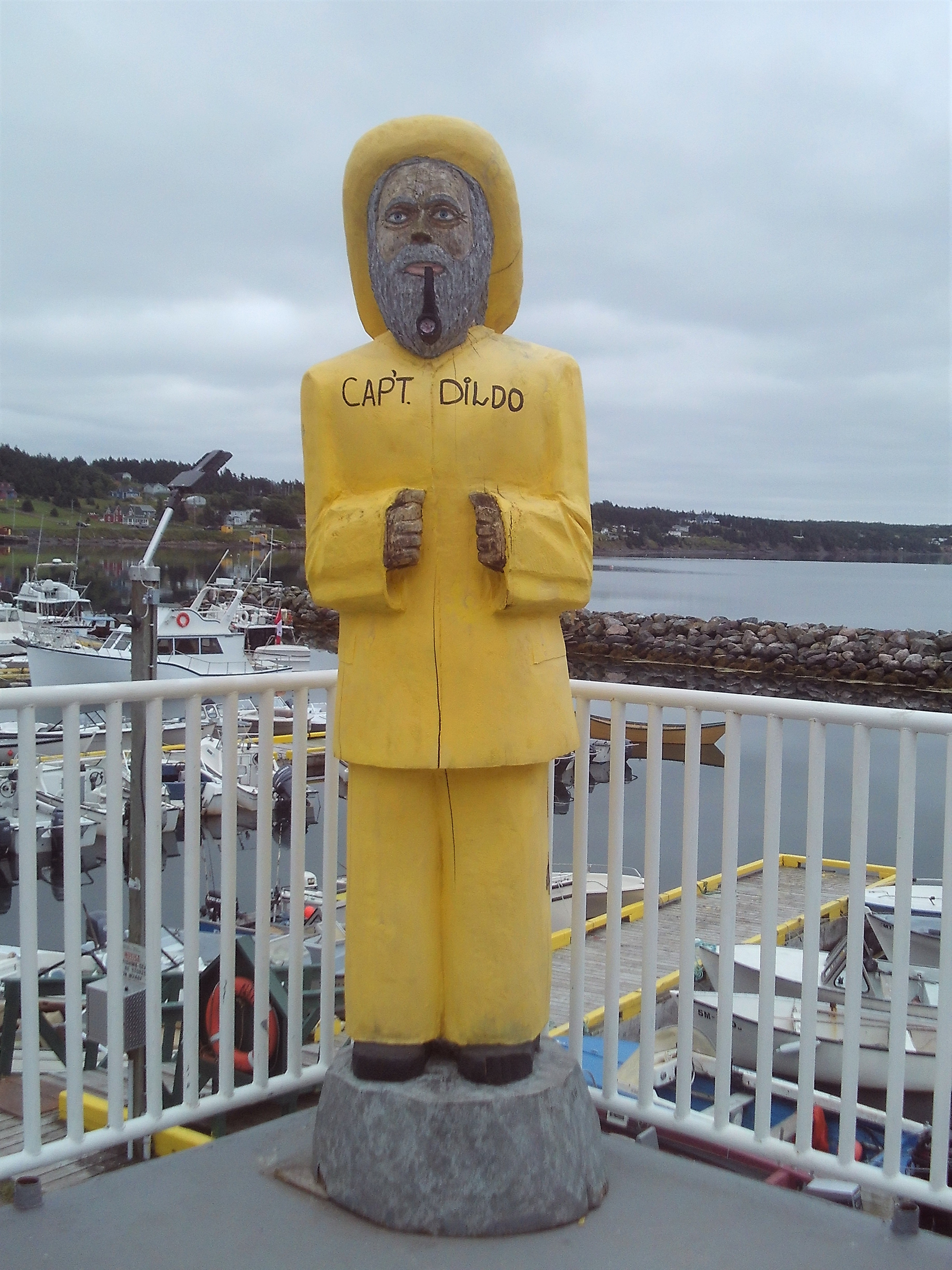
Captain Dildo
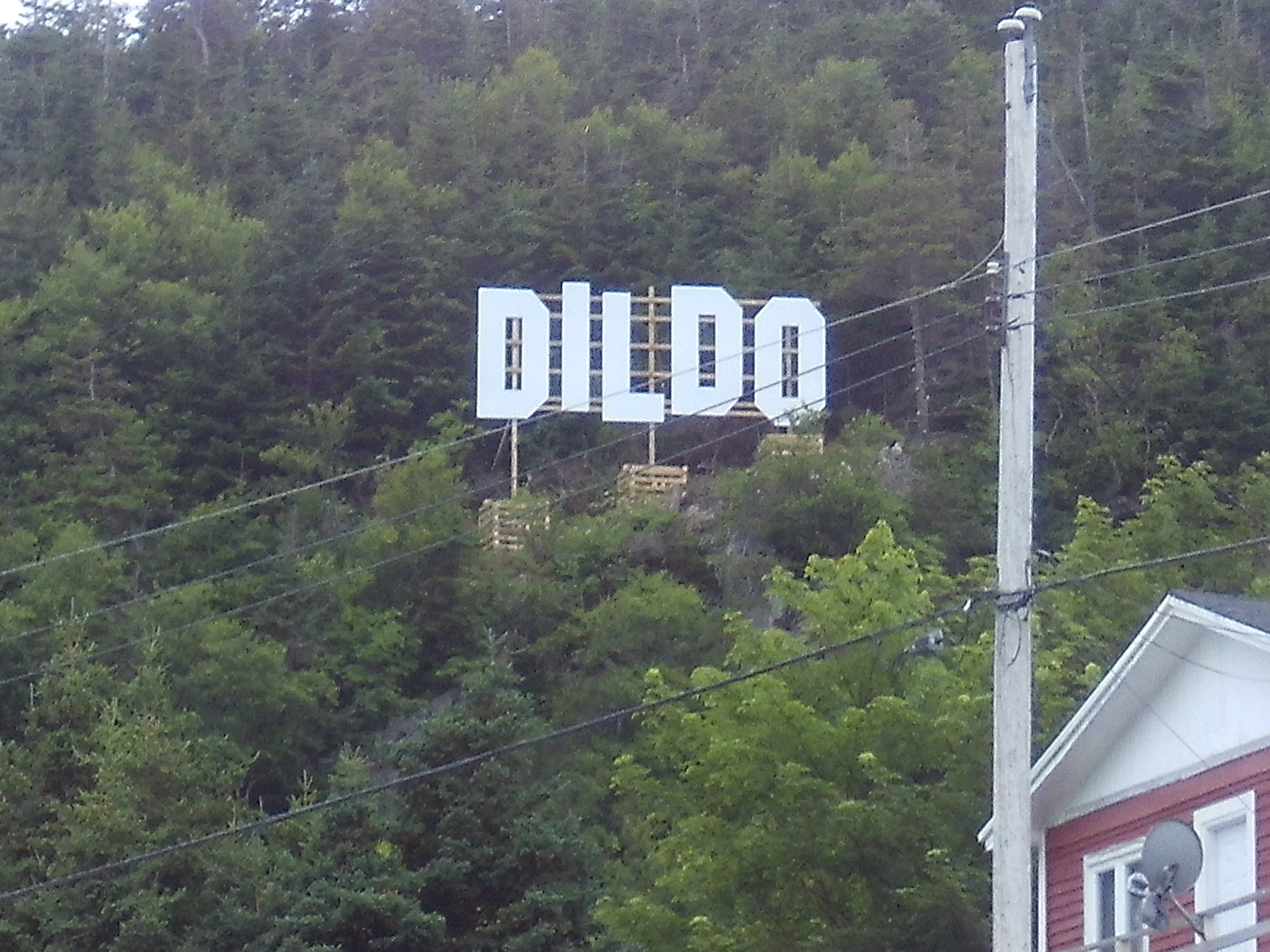
"Hollywood"-skylt